# Segunda Convenção de Genebra
| Partes das CG I–IV e P I–III   | Partes das CG I–IV e P I–II |
| Partes das CG I–IV e P I e III | Partes das CG I–IV e P I    |
| Partes das CG I–IV e P III     | Partes das CG I–IV e sem P  |

Partes das Convenções de Genebra (CG) e Protocolos (P)

A Segunda Convenção de Genebra, oficialmente a Convenção de Genebra para melhoria da situação dos feridos, enfermos e náufragos das forças armadas no mar (em francês:  Convention pour l'amélioration du sort des blessés, des malades et des naufragés des forces armées sur mer), é um dos quatro tratados das Convenções de Genebra. A convenção de Genebra para melhoria da sorte dos feridos, enfermos e náufragos das forças armadas no mar foi adotada pela primeira vez em 1949, substituindo a Convenção de Haia de 1907. Ela adapta o principal regime de proteção da Primeira Convenção de Genebra para os combates no mar.

## Resumo das disposições
O tratado é um documento extenso composto por 63 artigos. As disposições mais essenciais do tratado são:
- Os artigos 12 e 18 exigem que todas as partes protejam e cuidem dos feridos, doentes e náufragos.
- O artigo 14 esclarece que, embora um navio de guerra não possa capturar a equipe médica de um navio-hospital, ele pode manter feridos, doentes e náufragos como prisioneiros de guerra.
- O artigo 21 permite que sejam feitos apelos a embarcações neutras para ajudar a recolher e cuidar de feridos, doentes e náufragos. Os navios neutros não podem ser capturados.
- Os artigos 36 e 37 protegem o corpo médico e religioso que estiver servindo em um navio de combate.
- O artigo 22 estabelece que os navios-hospitais não podem ser utilizados para qualquer finalidade militar e, devido à sua missão humanitária, não podem ser atacados ou capturados.

Para uma discussão detalhada de cada artigo do tratado, veja o texto original. Existem atualmente 196 países signatários das Convenções de Genebra de 1949, incluindo este segundo tratado, mas também os outros três.